# Аккумуляторная топливная система
Аккумуляторная топливная система или система типа «коммон-рэйл» (англ. common rail — общая магистраль) — система подачи топлива, применяемая в дизельных двигателях. В системе типа common rail насос высокого давления нагнетает дизельное топливо под высоким давлением (до 300 МПа, в зависимости от режима работы двигателя) в общую топливную магистраль существенного объёма (аккумулятор).

Схема топливной системы в двигателях common rail

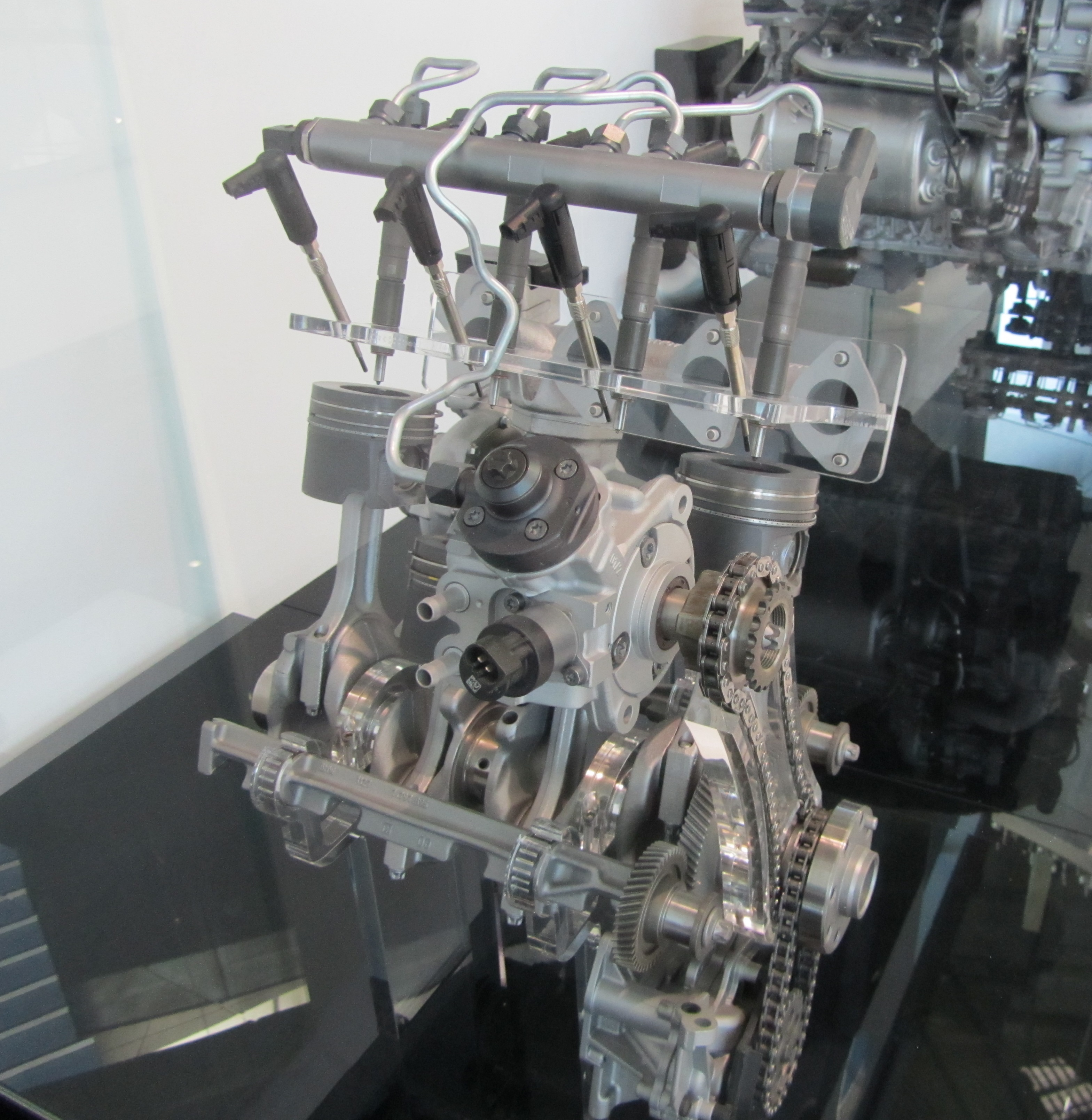
Вид конструкции common rail на BMW N47D20

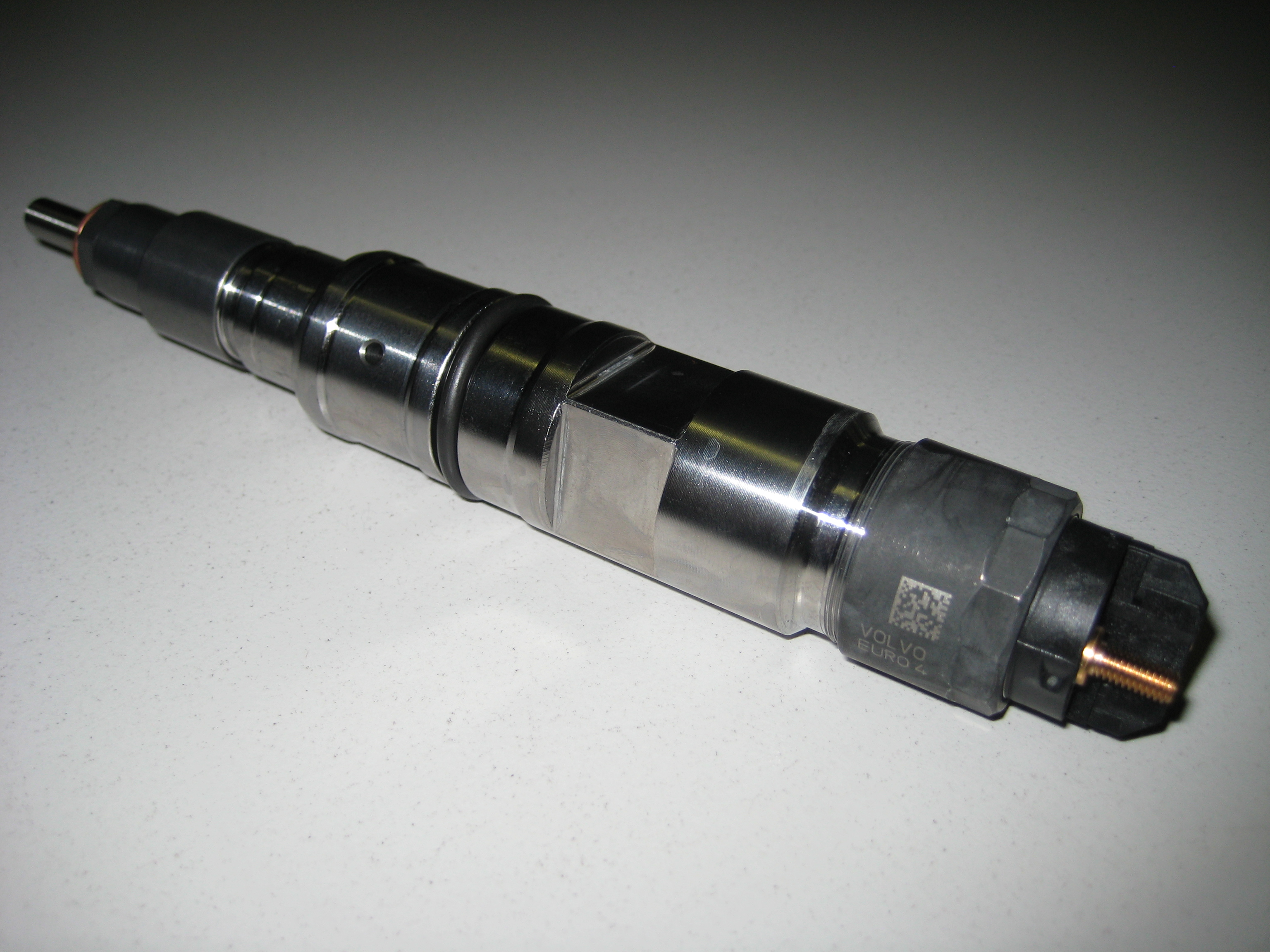
Форсунка системы common rail грузового автомобиля

Управляемые электроникой электрогидравлические форсунки с электромагнитным (электромагнитный клапан) или пьезоэлектрическим (пьезоэлектрический клапан) приводом управляющих клапанов впрыскивают дизельное топливо под высоким давлением в цилиндры. В зависимости от конструкции форсунок и класса двигателя, может впрыскиваться до 9 порций топлива за 1 цикл.
Одной из ключевых особенностей систем common rail является независимость процессов впрыскивания от угла поворота коленчатого вала и от режима работы двигателя, что делает возможным достижение высокого давления впрыскивания на частичных режимах, что необходимо для удовлетворения современных и перспективных экологических требований.

## Конструкция и принцип действия
Топливо из топливного бака забирается топливоподкачивающим насосом (низкого давления), и через топливный фильтр поступает в топливный насос высокого давления (ТНВД). ТНВД подаёт топливо в напорную магистраль, которая играет роль аккумулятора давления. Блок управления регулирует производительность ТНВД для поддержания необходимого давления в магистрали по мере расхода топлива.
Топливная магистраль соединяется топливопроводами с форсунками. В каждую форсунку встроен управляющий клапан — электромагнитный или пьезоэлектрический. По команде от блока управления клапан открывается, впрыскивая необходимую порцию топлива в цилиндр.

## Сравнение с другими системами подачи топлива
Особенности:
- В отличие от традиционной системы подачи топлива, используется одноканальный ТНВД, постоянно подающий топливо в магистраль;
- Необходимо корректировать цикл работы исходя из пропускной способности каждой форсунки, из-за чего требуется настройка электронного блока после каждой замены форсунок.

Преимущества:
- Давление, при котором происходит впрыск топлива, можно поддерживать вне зависимости от скорости вращения коленчатого вала двигателя и оно остаётся практически постоянно высоким в течение всего цикла подачи топлива, что особенно важно для стабилизации горения на холостом ходу и на малых оборотах при работе с частичной нагрузкой;
- При использовании аккумуляторной системы подачи топлива момент начала и конца подачи может в широких пределах регулироваться ЭБУ. Это позволяет более точно дозировать топливо, а также осуществлять подачу топлива несколькими порциями в течение рабочего цикла — для более полного сгорания топлива;
- Конструкция common rail проще, чем у системы ТНВД с форсунками, её ремонтопригодность выше.

Недостатки:
- Более сложные форсунки, которые требуют относительно частой замены, по сравнению с традиционной системой подачи топлива;
- Система перестаёт работать при разгерметизации любого элемента высокого давления, например, при неисправности одной из форсунок, когда её клапан постоянно находится в открытом положении;
- Более высокие требования к качеству топлива, чем у традиционных систем.

Таким образом, для удовлетворения перспективных экологических нормативов, таких как Euro-VI, Tier-IV, Euro Stage IV для тяжёлых дизелей, системы common rail были признаны наиболее подходящими для дизелей всех классов.

## Носители системы
На данный момент[когда?] до 70 % всех выпускаемых дизельных двигателей оснащается системами common rail, и эта доля растёт. По прогнозам компании Robert Bosch GmbH доля системы CR на рынке к 2016 году достигнет 83 %, а в 2008 году их число составляло лишь 24 %. Таким образом, сегодня практически каждый производитель двигателей всех классов: от малых легковых и до крупных судовых, освоил применение аккумуляторных систем.
Среди производителей топливоподающей аппаратуры и систем common rail в частности, лидерами являются следующие компании: R. Bosch, Denso, Siemens VDO, Delphi, L’Orange, Scania.
В России выпуск топливных систем Common rail с 2018 года освоил Алтайский завод прецизионных изделий (АЗПИ).

## История
В 1934—1935 годах был сконструирован, а в 1936 году показан на авиашоу в Париже дизельный двигатель Коатален (L. Coatalen). Отличием дизеля Коаталена от иных дизелей был впрыск топлива в цилиндры не гидравлическим открыванием клапана форсунки, а механическим открыванием и применением гидроаккумулятора, топливо в который нагнетается независимым от распределительной системы ТНВД. Фактически был показан работоспособный двигатель, на котором был применён прообраз системы common rail. Такой системой впрыска топлива Луи Коатален обогнал время на 60 лет.
Впервые система непосредственного впрыска топлива на дизельных двигателях была разработана и внедрена в 1939 году советскими инженерами при создании двигателя семейства В-2 на Харьковском паровозостроительном заводе. Причем, изначально разрабатывалась именно аккумуляторная топливная система по схеме Коаталена (так как двигатель В-2 унифицировался с авиационным АЧ-30), но уровень техники тех лет не позволил выйти за пределы опытных образцов и в серию двигатель пошел с классическим блочным ТНВД. Не получил, в итоге аккумуляторную систему и АЧ-30.
Прототип системы common rail был создан в конце 1960-х годов Робертом Хубером в Швейцарии, далее технологию разрабатывал доктор Марко Гансер из Швейцарской высшей технической школы Цюриха.
Разработки электронно-управляемых аккумуляторных систем питания дизельных двигателей и электро-гидравлических форсунок проводились ещё в 60-80 годах XX века в СССР в лаборатории автоматики и систем питания ДВС Коломенского филиала ВЗПИ под руководством профессора д.т. н. Феликса Ильича Пинского (1930—2004). Коллективом сотрудников лаборатории было разработано семейство электронно-управляемых форсунок с гидравлическим запиранием и с приводом от мощных электромагнитов, ТНВД с повышенным давлением впрыска и увеличенными цикловыми подачами, а также блоки электронного управления дизельными двигателями с аккумуляторными топливными системами топливоподачи. Первые в мире работоспособные электронно-управляемые аккумуляторные топливные системы дизелей были реализованы на дизелях Коломенского Завода и дизель-генераторах СПКБ ПО Звезда (г. Ленинград). По результатам работ лаборатории получено несколько десятков Авторских Свидетельств СССР и Патентов, а также защищено 5 кандидатских и докторская диссертация. Отсутствие производства в СССР малогабаритных электромагнитных исполнительных устройств для форсунок не позволило применить тогда эти системы на автомобильных дизелях. Электронно-управляемые аккумуляторные топливные системы дизелей в документах для служебного пользования фирмы R.Bosch до 1988 года имели обозначение «русские топливные системы», так как описание таких систем, разработанных в Коломне, существовало только на русском языке.
В середине 1990-х годов доктор Сёхэй Ито и Масахико Мияки из корпорации Denso разработали систему common rail для коммерческого транспорта и воплотили её в системе ECD-U2, которая стала использоваться на грузовиках Hino Rising Ranger; в 1995 году они продали технологию другим производителям. Поэтому Denso считается пионером в адаптации системы common rail к нуждам автомобилестроения.
Современные системы common rail работают по тому же принципу. Они управляются блоком электронного управления, который открывает каждый инжектор электрически, а не механически. Эта технология была детально разработана общими усилиями компаний Magneti Marelli, Centro Ricerche Fiat и Elasis. После того как концерн Fiat разработал дизайн и концепцию системы, она была продана немецкой компании Robert Bosch GmbH для разработки массового продукта. Это оказалось большим просчетом Fiat, поскольку новая технология стала очень выгодна, но в то время итальянский концерн не имел финансовых ресурсов для завершения работ. Тем не менее, итальянцы первые применили систему common rail в 1997 году на Alfa Romeo 156 1.9 JTD, и только потом она появилась на Mercedes-Benz C 220 CDI.